# Wellington Challenger 1994
Il Wellington Challenger 1994 è stato un torneo di tennis facente parte della categoria ATP Challenger Series nell'ambito dell'ATP Challenger Series 1994. Il montepremi del torneo era di $50.000+H ed esso si è svolto nella settimana tra il 3 gennaio e il 9 gennaio 1994 su campi in cemento indoor. Il torneo si è giocato nella città di Wellington in Nuova Zelanda.

## Vincitori

### Singolare
Todd Woodbridge ha sconfitto in finale  Hendrik Dreekmann con il punteggio di 6–3, 6–3

### Doppio
Martin Blackman /  Kenny Thorne hanno sconfitto in finale  Sandon Stolle /  Simon Youl con il punteggio di 6–7, 6–3, 6–4